# Ryuji Kitamura
Ryuji Kitamura (北村 隆二 Kitamura Ryuji?), född 15 mars 1981 i Kanagawa prefektur, är en japansk före detta fotbollsspelare.
Kitamura började sin karriär 2003 i Nagoya Grampus Eight. 2005 flyttade han till FC Gifu. Efter FC Gifu spelade han för Matsumoto Yamaga FC. Han avslutade karriären 2012.